# Sphinx Peak
Sphinx Peak är en bergstopp i Antarktis. Den ligger i Östantarktis. Nya Zeeland gör anspråk på området. Toppen på Sphinx Peak är 2 500 meter över havet, eller 105 meter över den omgivande terrängen. Bredden vid basen är 7,2 km.
Terrängen runt Sphinx Peak är platt åt sydväst, men åt nordost är den kuperad. Trakten är obefolkad. Det finns inga samhällen i närheten.